# Trójkąt bermudzki
Trójkąt bermudzki – polski film sensacyjny z 1987 roku w reżyserii Wojciecha Wójcika, zrealizowany na podstawie powieści Jonathana Trencha Wieczór przy Oak Lane.
Zdjęcia plenerowe zrealizowano w Krakowie, Łodzi, Gdańsku (m.in. Dworzec Główny), Gdyni, w Tatrach, Zgierzu oraz nad Jeziorem Sulejowskim.

## Treść
Historia trzech przyjaciół, byłych alpinistów, których łączy pamięć himalajskiej wyprawy na Annapurnę przed 16 laty. Krakowski lekarz Henryk w przeddzień ślubu swej córki otrzymuje od jednego z miejscowych narkomanów propozycję odkupienia kasety z pornograficznym filmem z jej udziałem. Szantażowany, odkupuje film sądząc, że pozbył się kłopotu. Jednak tuż przed weselem przypadkowo dochodzi do pokazu filmu. W Gdańsku Jarek, namiętny hazardzista i zadłużony właściciel warsztatu samochodowego, dziedziczy w testamencie wielomilionowy spadek, lecz dla otrzymania go musi pogodzić się ze swoim bratem Romanem, który stanowczo odmawia dojścia do zgody. Z kolei Ludwik, łódzki adwokat, zostaje wrobiony przez żonę i jej kochanka w potrącenie przechodnia, za co niewinnie otrzymuje wyrok roku więzienia. Przed zakończeniem odbywania kary wpada na pomysł wspólnej zbrodni doskonałej, włączającej pozostałych przyjaciół. Jej powodzenie może jednak wieńczyć zaskakujący finał.
Dla potrzeb filmu władze TPN podjęły kontrowersyjną decyzję o wysadzeniu w powietrze schroniska na Polanie Pisanej. Mimo wielu protestów schronisko zostało zniszczone 5 sierpnia 1987 roku.

## Obsada aktorska
- Marian Kociniak – Jarek
- Jan Peszek – Ludwik Włodarski
- Leonard Pietraszak – Henryk
- Grażyna Trela – Barbara, żona Ludwika
- Barbara Sołtysik – żona Jarka
- Maria Probosz – Monika, córka Henryka
- Jan Jankowski – Piotr, jej narzeczony
- Marek Lewandowski – Roman Karwas, kuzyn Jarka
- Jacek Łuczak – narkoman Zbyszek
- Dariusz Siatkowski – Krzysztof Sitarek, kochanek Barbary
- Ryszard Radwański – porucznik MO prowadzący śledztwo w sprawie wypadku samolotu
- Zbigniew Buczkowski – mechanik z lotniska aeroklubu
- Leon Niemczyk – naczelnik więzienia
- Michał Szewczyk – więzień funkcyjny
- Ryszard Kotys – mechanik Wacek
- Olaf Lubaszenko – grający w pokera z Henrykiem